# Bernard Wagenaar
Bernard Wagenaar (ur. 18 lipca 1894 w Arnhem, zm. 19 maja 1971 w York w stanie Maine) – amerykański kompozytor pochodzenia holenderskiego.

## Życiorys
Ukończył konserwatorium w Utrechcie, gdzie jego nauczycielami byli Gerard Veerman (skrzypce), Lucie Veerman Bekker (fortepian) i Johan Wagenaar (kompozycja). W latach 1914–1920 działał jako nauczyciel i dyrygent w Holandii, w 1921 roku wyjechał do Stanów Zjednoczonych, gdzie w 1927 roku otrzymał obywatelstwo. Od 1921 do 1923 występował jako skrzypek z New York Philharmonic. Uczył fugi, orkiestracji i kompozycji w nowojorskim Institute of Musical Art (1925–1946), a następnie w Juilliard School of Music (1946–1968). Uczestniczył w pracach League of Composers oraz amerykańskiej sekcji Międzynarodowego Towarzystwa Muzyki Współczesnej. Odznaczony został krzyżem oficerskim Orderu Oranje-Nassau.
W swojej twórczości łączył elementy późnoromantyczne, impresjonistyczne i neoklasyczne.

## Wybrane kompozycje
(na podstawie materiałów źródłowych)

### Utwory orkiestrowe
- 4 symfonie (I 1926, II 1930, III 1936, IV 1946)
- 2 divertimenta (1927, 1952)
- Sinfonietta (1929)
- Koncert potrójny na flet, harfę, wiolonczelę i orkiestrę (1935)
- Fantasietta on British-American Ballads na orkiestrę kameralną (1939)
- Koncert skrzypcowy (1940)
- Fanfare for Airmen (1942)
- Feuilleton (1942)
- Song of Mourning (1944)
- Uwertura koncertowa na małą orkiestrę (1952)
- 5 Tableaux na wiolonczelę i orkiestrę (1952)
- Preamble (1956)

### Utwory kameralne
- Sonata skrzypcowa (1925)
- 4 kwartety smyczkowe (1926, 1932, 1936, 1960)
- Sonatina na wiolonczelę (1934)
- Concertino na 8 instrumentów (1942)
- 4 Vignettes na harfę (1965)

### Utwory fortepianowe
- Sonata (1928)
- Ciacona (1942)

### Utwory organowe
- Eclogue (1940)

### Utwory wokalno-instrumentalne
- 3 Songs from the Chinese na sopran, flet, harfę i fortepian (1921)
- From a Very Little Sphinx na głos i fortepian (1925)
- El trillo na chór, 2 gitary i perkusję (1942)
- No quiero tus avellanas na alt, chór żeński, flet, rożek angielski, 2 gitary i perkusję (1942)

### Opery
- opera kameralna Pieces of Eight (1943, wyst. Nowy Jork 1944)